# Doina Șnep-Bălan
Doina Liliana Șnep-Bălan (născută Bălan; n. 10 decembrie 1963, Liteni, România) este o canotoare română, dublu laureată cu argint la Los Angeles 1984 și Seul 1988.
A participat la cinci Campionate Mondiale și la trei ediții ale Jocurile Olimpice, la care a obținut zece medalii dintre care trei de aur.
În 2004 a fost decorată cu Ordinul „Meritul Sportiv” clasa a II-a cu două barete.